# 邓红文
邓红文(1966年—)，湖南师范大学教授，研究方向涉及进化生物学、分子进化遗传学、生态遗传学等。中华人民共和国教育部第四批"长江学者"特聘教授，早年曾就读于北京大学生物系。